# Mercy-ház (Temesvár)
A temesvári Mercy-ház műemlék épület Romániában, Temes megyében. A romániai műemlékek jegyzékében a TM-II-m-A-06163 sorszámon szerepel.